# Mehmet Özdilek
Mehmet Özdilek (ur. 1 kwietnia 1966 w Samsunie) – piłkarz turecki grający na pozycji ofensywnego pomocnika. W swojej karierze rozegrał 31 meczów w reprezentacji Turcji.

## Kariera klubowa
Karierę piłkarską Özdilek rozpoczął w klubie Kahramanmaraşspor. W 1984 roku zadebiutował w nim w drugiej lidze tureckiej. W sezonie 1986/1987 był królem strzelców drugiej ligi, zdobywając wówczas 29 goli. W sezonie 1987/1988 wywalczył z Kahramanmaraşsporem do pierwszej ligi.
Po awansie Kahramanmaraşsporu do pierwszej ligi Turcji Özdilek przeszedł do Beşiktaşu JK ze Stambułu. Od czasu debiutu był podstawowym zawodnikiem Beşiktaşu. W sezonie 1988/1989 osiągnął swój pierwszy sukces z Beşiktaşem, gdy zdobył z nim Puchar Turcji. Z kolei w sezonie 1989/1990 wywalczył z Beşiktaşem dublet – mistrzostwo i puchar kraju. W latach 1991–1992 dwukrotnie z rzędu został mistrzem kraju, a w 1994 roku ponownie zdobył krajowy puchar. W 1995 roku sięgnął po swój czwarty i ostatni tyruł mistrzowski. Z kolei w 1998 roku zdobył czwarty i ostatni Puchar Turcji. Wraz z Beşiktaşem zdobywał też TSYD Kupası (1988, 1989, 1990, 1993 i 1996) i Başbakanlık Kupası (1997). Swoją karierę zakończył po sezonie 2000/2001. W barwach Beşiktaşu rozegrał 387 ligowych meczów, w których strzelił 130 goli.
| Sezon   | Klub              | Kraj   | Rozgrywki | Mecze | Bramki |
| ------- | ----------------- | ------ | --------- | ----- | ------ |
| 1982/83 | Kahramanmaraşspor | Turcja | 2. Lig    | ?     | ?      |
| 1983/84 | Kahramanmaraşspor | Turcja | 2. Lig    | ?     | ?      |
| 1984/85 | Kahramanmaraşspor | Turcja | 2. Lig    | ?     | ?      |
| 1985/86 | Kahramanmaraşspor | Turcja | 2. Lig    | ?     | ?      |
| 1986/87 | Kahramanmaraşspor | Turcja | 2. Lig    | ?     | 29     |
| 1987/88 | Kahramanmaraşspor | Turcja | 2. Lig    | ?     | ?      |
| 1988/89 | Beşiktaş JK       | Turcja | 1. Lig    | 30    | 9      |
| 1989/90 | Beşiktaş JK       | Turcja | 1. Lig    | 30    | 3      |
| 1990/91 | Beşiktaş JK       | Turcja | 1. Lig    | 29    | 10     |
| 1991/92 | Beşiktaş JK       | Turcja | 1. Lig    | 30    | 12     |
| 1992/93 | Beşiktaş JK       | Turcja | 1. Lig    | 29    | 13     |
| 1993/94 | Beşiktaş JK       | Turcja | 1. Lig    | 26    | 7      |
| 1994/95 | Beşiktaş JK       | Turcja | 1. Lig    | 31    | 8      |
| 1995/96 | Beşiktaş JK       | Turcja | 1. Lig    | 33    | 11     |
| 1996/97 | Beşiktaş JK       | Turcja | 1. Lig    | 31    | 11     |
| 1997/98 | Beşiktaş JK       | Turcja | 1. Lig    | 30    | 16     |
| 1998/99 | Beşiktaş JK       | Turcja | 1. Lig    | 28    | 13     |
| 1999/00 | Beşiktaş JK       | Turcja | 1. Lig    | 33    | 11     |
| 2000/01 | Beşiktaş JK       | Turcja | 1. Lig    | 28    | 5      |

## Kariera reprezentacyjna
W reprezentacji Turcji Özdilek zadebiutował 27 maja 1990 roku w zremisowanym 0:0 towarzyskim meczu z Irlandią. W swojej karierze grał w eliminacjach do Euro 92, MŚ 1994 i MŚ 1998. Od 1990 do 1997 roku rozegrał w kadrze narodowej 31 meczów.

## Kariera trenerska
Po zakończeniu kariery piłkarskiej Özdilek został trenerem. W 2004 roku prowadził Antalyaspor, a w 2005 roku został asystentem Fatiha Terima w reprezentacji Turcji. Z kolei w 2008 roku został szkoleniowcem Antalyasporu.